# にいがたLive!ナマ+トク
にいがたLive!ナマ+トク（にいがたらいぶ!なまとく）は新潟テレビ21で平日 9:55 - 10:30に放送されていた番組。2021年3月26日終了。

## 出演者
メインMC
- 初代 - 岡拓哉（UXアナウンサー）
- 2代目 - 大石悠貴（UXアナウンサー）

サブMC
- 大西遥香（UXアナウンサー）
- 大杉りさ